# Санези, Консальво
Конса́льво Сане́зи (итал. Consalvo Sanesi, 28 марта 1911, Террануова-Браччолини — 28 июля 1998, Милан) — итальянский автогонщик, пилот Чемпионата Европы AIACR, затем — Формулы-1.

## Карьера
Консальво Санези был тест-пилотом команды Alfa Romeo. В качестве боевого пилота Чемпионата Европы AIACR он выступал на Talbot. В сезонах 1946—1948 Санези взял ряд подиумов в Чемпионате Европы. Впоследствии он занял второе место в Mille Miglia.
В 1950 начались гонки Формулы-1. Консальво Санези не сумел провести первые гонки, так как был травмирован в новой гонке Mille Miglia. Он был заменён на Луиджи Фаджоли. Санези участвовал в Гран-при Италии. Там он не добился успехов из-за проблем с двигателем.
В 1951 Консальво провёл четыре Гран-при и набрал три очка (4-е место в швейцарском Гран-при). Однако Alfa Romeo покинула Формулу-1, и Санези стал участвовать только в гонках спорткаров. В 1954 он стал победителем в классе в гонке Carrera Panamericana. Потом он был травмирован на тестах, но уже в 1955 вернулся в гонки и занял 2-е место в гонке по подъёму на холм на собственной Alfa Romeo. Это было его последнее автоспортивное выступление.

## Полная таблица результатов вФормуле-1
| Легенда к таблице |                                                                    |
| --- | ------------------------------------------------------------------ |
| В таблице перечислены результаты всех Гран-при Формулы-1, в которых принимал участие гонщик. Строками таблицы являются сезоны, столбцами — этапы чемпионата мира. В каждой клетке указаны сокращённое название этапа и результат, дополнительно обозначенный цветом. Расшифровка обозначений и цветов представлена в нижеследующей таблице. |                                                                    |
| \| Пример \| Описание \| \| ------------ \| ------------------------------------------------------------------ \| \| 1 \| Победитель \| \| 2 \| Второе место \| \| 3 \| Третье место \| \| 5 \| Финишировал, заработав очки \| \| Сход \| Не финишировал, но при этом заработал очки \| \| 12 \| Финишировал, не получив очков \| \| НКЛ \| Финишировал, но не попал в финальную классификацию \| \| 15 \| Участвовал вне зачёта, либо по отдельной классификации \| \| 18 \| Не финишировал, но попал в финальную классификацию \| \| Сход \| Не финишировал \| \| НКВ \| Не прошёл квалификацию \| \| НПКВ \| Не прошёл предквалификацию \| \| ДСК \| Дисквалифицирован \| \| ИСК \| Исключён из протокола соревнований \| \| ТТ \| Заявлен для участия только в тренировках \| \| НС \| Участвовал в квалификации, но не стартовал в гонке \| \| Т \| Травмирован или болен \| \| ОТК \| Отказ от участия \| \| НТР \| Прибыл на соревнования, но на трассу не выезжал \| \| НПР \| Был заявлен в числе участников, но не прибыл к началу соревнований \| \| О \| Соревнования отменены \| \| \| Не участвовал \| \| Поул-позиция \| \| \| Быстрый круг \| \| |                                                                    |
| Пример | Описание                                                           |
| 1 | Победитель                                                         |
| 2 | Второе место                                                       |
| 3 | Третье место                                                       |
| 5 | Финишировал, заработав очки                                        |
| Сход | Не финишировал, но при этом заработал очки                         |
| 12 | Финишировал, не получив очков                                      |
| НКЛ | Финишировал, но не попал в финальную классификацию                 |
| 15 | Участвовал вне зачёта, либо по отдельной классификации             |
| 18 | Не финишировал, но попал в финальную классификацию                 |
| Сход | Не финишировал                                                     |
| НКВ | Не прошёл квалификацию                                             |
| НПКВ | Не прошёл предквалификацию                                         |
| ДСК | Дисквалифицирован                                                  |
| ИСК | Исключён из протокола соревнований                                 |
| ТТ | Заявлен для участия только в тренировках                           |
| НС | Участвовал в квалификации, но не стартовал в гонке                 |
| Т | Травмирован или болен                                              |
| ОТК | Отказ от участия                                                   |
| НТР | Прибыл на соревнования, но на трассу не выезжал                    |
| НПР | Был заявлен в числе участников, но не прибыл к началу соревнований |
| О | Соревнования отменены                                              |
| | Не участвовал                                                      |
| Поул-позиция |                                                                    |
| Быстрый круг |                                                                    |

| Сезон | Команда       | Шасси           | Двигатель              | Ш | 1     | 2   | 3        | 4      | 5     | 6   | 7        | 8   | Место | Очки |
| ----- | ------------- | --------------- | ---------------------- | - | ----- | --- | -------- | ------ | ----- | --- | -------- | --- | ----- | ---- |
| 1950  | SA Alfa Romeo | Alfa Romeo 158  | Alfa Romeo 158 1,5 L8S | P | ВЕЛ   | МОН | 500      | ШВА    | БЕЛ   | ФРА | ИТА Сход |     | —     | 0    |
| 1951  | SA Alfa Romeo | Alfa Romeo 159A | Alfa Romeo 158 1,5 L8S | P | ШВА 4 | 500 | БЕЛ Сход | ФРА 10 | ВЕЛ 6 | ГЕР | ИТА      | ИСП | 12    | 3    |